# Bulbophyllum hodgsonii
Bulbophyllum hodgsonii é uma espécie de orquídea (família Orchidaceae) pertencente ao gênero Bulbophyllum. Foi descrita por Murray Ross Henderson em 1927.